# دی‌ای۵۰ سوپر استار
دی‌ای۵۰ سوپر استار (به انگلیسی: Diamond_DA50) یک هواگرد ملخ‌پیشین تک‌موتوره است. هواگرد دی‌ای۵۰ سوپر استار نخستین پروازش را در ۴ آوریل ۲۰۰۷ میلادی انجام داد. در مجموع، تعداد ۱ فروند از این هواگرد ساخته شده‌است.